# Spinohybolasius spinicollis
Spinohybolasius spinicollis är en skalbaggsart som beskrevs av Stefan von Breuning 1959. Spinohybolasius spinicollis ingår i släktet Spinohybolasius och familjen långhorningar. Inga underarter finns listade i Catalogue of Life.